# Хронологія світових рекордів з бігу на 1 милю
Світовий рекорд з бігу на 1 милю — це найкращий результат, показаний спортсменом або спортсменкою в легкоатлетичній дисципліні біг на 1 милю. Офіційним органом, що відповідає за ведення цього рекорду, є ІААФ. Діючим володарем рекорду серед чоловіків є Гішам Ель-Герруж з результатом 3:43,13, а серед жінок Сіфан Гассан з результатом 4:12,33. Від 1976 року, миля залишається єдиною дистанцією з неметричної системи одиниць, для якої ІААФ визнає рекорди.
Точний час у змаганнях з бігу на 1 милю (1,609344 км) не фіксували до 1850-х років, поки не були збудовані бігові треки з точною відміряною довжиною кола. Бігові перегони стали популярними в Англії в 17 столітті, коли аристократи влаштовували змагання між своїми слугами і робили ставки на результат. До 19 століття такі змагання стали надзвичайно популярними. З коштів від зроблених ставок можна було платити учасникам змагань, тому вважається, що перші рекорди були встановлені бігунами-професіоналами. Навіть після припинення професіональних бігових перегонів рекорд, встановлений професіоналом Уолтером Джорджем у 1886 році, протримався до 1915 року, коли його перевершив бігун-аматор.
У 1930-х роках світові рекорди на милі стали встановлюватися частіше завдяки тому, що спорт популяризувала кінохроніка тих років. Такі бігуни як Жуль Лядумег, Джек Лавлок і Гленн Каннінгем стали дуже відомими. У 1940-х роках шведи Арне Андерссон і Гундер Геґґ опустили рекордний час майже до чотирьох хвилин (4:01,4), хоча й під час Другої світової війни в більшості країн бігові змагання скоротилися. Після війни легендарний чотирихвилинний бар'єр першими збиралися побити Джон Ленді з Австралії і британець Роджер Банністер. Роджер Банністер зробив це першим 6 травня 1954 року, а через 46 днів цього досягнув і Джон Ленді. В 1999 році рекордний час опустив до відмітки 3:43,13 Гішам Ель-Герруж з Марокко.
Серед жінок першою, хто пробігла милю менше, ніж за 5 хвилин, була британка Даян Лізер через 23 дні після першої чотирихвилинної милі Банністера. Проте Міжнародна асоціація легкоатлетичних федерацій (ІААФ) не визнавала жіночих рекордів на цій дистанції до 1967 року. Того року Енн Сміт з Великої Британії встановила рекорд 4:37,0. Чинний рекорд 4:12,33 встановила Сіфан Гассан з Нідерландів 12 липня 2019 року.

## Чоловіки

### Професіонали
| Час      | Спортсмен       | Країна          | Дата            | Місце                                                 | Додаткова інформація. |
| -------- | --------------- | --------------- | --------------- | ----------------------------------------------------- | --- |
| 4:28     | Чарлз Вестголл  | Велика Британія | 26 липня 1855   | Лондон, Copenhagen House Grounds (гравій)             | Матч проти Джорджа Сьюард і Вільяма Джексона (останній отримав гандикап у 10 ярдів). Вестголл переміг з відривом «не менше 10 ярдів», незважаючи на поганий стан доріжки через сильний дощ. Спочатку газети повідомили про результат «трохи менше чотирьох з половиною хвилин», який пізніше було уточнено до 4 хвилин 28 секунд |
| 4.28     | Томас Горспул   | Велика Британія | 28 вересня 1857 | Манчестер                                             | |
| 4.23     | Томас Горспул   | Велика Британія | 12 липня 1858   | Манчестер, Copenhagen grounds (гарева доріжка)        | Матч проти Джоба Сміта. Випередив на 10 ярдів. |
| 4.22¼    | Сая Елбісон     | Велика Британія | 27 жовтня 1860  | Манчестер, Copenhagen grounds (гарева доріжка)        | 2. Вільям Ленг — 4:22 2/5 |
| 4.21¾    | Вільям Ленг     | Велика Британія | 11 липня 1863   | Манчестер, City grounds (гарева доріжка)              | Матч проти Джеймса Сандерсона. Випередив майже на 10 ярдів. |
| 4.20½    | Едвард Міллс    | Велика Британія | 23 квітня 1864  | Манчестер, Royal Oak Running grounds (гарева доріжка) | Матч проти Патріка Степлтона (Велика Британія), котрий зійшов з дистанції за 30 ярдів до фінішу. |
| 4.17¼    | Вільям Ленг     | Велика Британія | 19 серпня 1865  | Манчестер, Royal Oak Running grounds (гарева доріжка) | В забігу було 8 часників. Ленг і Річардс фінішували з однаковим часом. Також у забігу брали участь два колишні рекордсмени Елбісон (6) і Міллс (не фінішував). 26 серпня для визначення переможця було проведено чемпіонський забіг, в якому переміг Ленг з результатом 4.22 і відривом у 20 ярдів.                              |
| 4.17¼    | Вільям Річардс  | Велика Британія | 19 серпня 1865  | Манчестер, Royal Oak Running grounds (гарева доріжка) | В забігу було 8 часників. Ленг і Річардс фінішували з однаковим часом. Також у забігу брали участь два колишні рекордсмени Елбісон (6) і Міллс (не фінішував). 26 серпня для визначення переможця було проведено чемпіонський забіг, в якому переміг Ленг з результатом 4.22 і відривом у 20 ярдів.                              |
| 4.16 1/5 | Вільям Каммінгс | Велика Британія | 14 травня 1881  | Престон, Borough grounds (гарева доріжка)             | Матч проти Вільяма Даддла. Безперервний дощ. Даддл лідирував усю дистанцію, окрім останніх 300 ярдів. |
| 4.12¾    | Волтер Джордж   | Велика Британія | 23 серпня 1886  | Лондон, Lillie Bridge                                 | Єдиним суперником був Вільм Каммінгс, який зійшов з дистанції за 70 ярдів до фінішу. |

### Аматори
| Час      | Спортсмен      | Країна          | Дата              | Місце                            | Додаткова інформація. |
| -------- | -------------- | --------------- | ----------------- | -------------------------------- | --- |
| 4.52     | Кадет Маршалл  | Велика Британія | 2 вересня 1852    | Еддіскомб, Військовий коледж     | 30 учасників. Маршалл переміг з відривом у 30 ярдів. 2.Гіллс, 3.Грей |
| 4.45     | Томас Фінч     | Велика Британія | 3 листопада 1858  | Оксфорд, Водем                   | 4 учасники. Фінч переміг з відривом у 10 ярдів. 2.Вуд |
| 4.45     | Вінсент Гаммік | Велика Британія | 15 листопада 1858 | Оксфорд, Бейлліол                | 8 учасників. Відрив у 20 ярдів від Броутона. |
| 4.40     | Джералд Сурман | Велика Британія | 24 листопада 1859 | Оксфорд, Триніті-коледж          | 7 учасників. Відрив у 10 ярдів від Гарді і Бейтса |
| 4.33     | Джордж Ферран  | Велика Британія | 23 травня 1862    | Дублін, університет              | 20 учасників. 2. Р. Болтон, 3. Ф. Ганна |
| 4.29 3/5 | Волтер Чіннері | Велика Британія | 10 березня 1868   | Кембридж, Корпус-Крісті          | Трек довжиною ⅓ милі. 2. Френсіс Пелгем 3. Генрі Гарні. |
| 4.28 4/5 | Волтер Гіббс   | Велика Британія | 3 квітня 1868     | Лондон, Beaufort House           | Змагання «Оксфорд − Кембридж». Довжина доріжки 586,66 ярдів. 2. Дж. В. Ланг (відрив 15 ярдів), 3. В. П. Боумен (20 ярдів). Гіббсу було лише 19 років, незабаром він припинив бігати через проблеми зі здоров'ям. В газеті «Bell's Life in London» було подано результат 4.31¾. За цими даними рекордом вважався результат Чіннері 4.29,0, показаний у Beaufort House 30 травня 1868. |
| 4.28 3/5 | Чарлз Гантон   | Велика Британія | 31 березня 1873   | Лондон, Lillie Bridge            | Змагання «Оксфорд − Кембридж». 2. Едвард Сендфорд (відрив 20 ярдів); 3. Льюіс Еванс (25 ярдів). Гантон вийшов в лідери на початку останнього круга. |
| 4.26,0   | Волтер Слейд   | Велика Британія | 30 травня 1874    | Лондон, Lillie Bridge            | Перегони з гадикапом. 2. Говер; 3. Болл. Слейд випередив Говера за 12 ярдів до фінішу. |
| 4.24½    | Волтер Слейд   | Велика Британія | 1 червня 1875     | Лондон, Lillie Bridge            | Літні змагання Лондонського атлетичного клубу. 2. Генрі Брайден (відрив 22 ярди); 3. Л. У. Барт (28 ярдів) |
| 4.23 1/5 | Волтер Джордж  | Велика Британія | 16 серпня 1880    | Лондон, Стемфорд Бридж           | Спроба Лондонського АК встановити рекорд. Перегони з гандикапом. 2. В. Стівенсон (відрив 1 фут, стартував з гандикапом 90 ярдів). 3. В. Рук |
| 4.19 2/5 | Волтер Джордж  | Велика Британія | 3 червня 1882     | Лондон, Lillie Bridge            | Перегони з гандикапом. 2. Вільям Біркетт (відрив 20 ярдів, гандикап 50 ярдів); 3. Ф.Кенселлор (відрив 28 ярдів, гандикап 65 ярдів) |
| 4.18 2/5 | Волтер Джордж  | Велика Британія | 21 червня 1884    | Бірмінгем, Aston Lower Grounds   | Чемпіонат ААА. 2. Вільям Снук 4:34 4/5; 3. В. Дарлінгтон (500 ярдів) |
| 4.17 4/5 | Томас Коннефф  | США             | 26 серпня 1893    | Кембридж, Масс., Holmes Field    | Змагання Бостонської атлетичної асоціації. |
| 4.17 0/5 | Фред Бейкон    | Велика Британія | 6 липня 1895      | Лондон, Стемфорд Бридж           | Чемпіонат ААА. 2. Вільям Латієнс 4.19 3/5; 3. Чарлз Монтегю |
| 4.15 3/5 | Томас Коннефф  | США             | 28 серпня 1895    | Нью-Йорк, Travers Island         | Спроба рекорду. З допомогою пейсмейкерів Джорджа Ортона і Едді Картера. |
| 4.15 2/5 | Джон Пол Джонс | США             | 27 травня 1911    | Кембридж, Масс., Soldier's Field | Змагання IC4A 2. Генаван 4.17½; 3. Paull 4.17½. |

Існує декілька різних версій ведення хронології рекордів на милі, оскільки до 1912 року не були визнаного офіційного органу, який би слідкував за цим. Одна з версій починається з Річарда Вебстера, Віконта Алверстоуна (Велика Британія), який показав час 4.36,5 у 1865, а у 1868 його перевершив Чіннері.
Існує ще й інша версія хронології аматорських рекордів до 1862 року.

### Ера ІААФ
Перший світовий рекорд на дистанції 1 миля було визнано Міжнародною аматорською атлетичної федерації, яка зараз має назву Міжнародна асоціація легкоатлетичних федерацій, у 1913 році.
Станом на квітень 2017 року IAAF ратифікувала 32 світових рекорди у цій дисципліні.
| Час     | Спортсмен        | Країна          | Дата              | Місце                             | Додаткова інформація |
| ------- | ---------------- | --------------- | ----------------- | --------------------------------- | --- |
| 4:14,4  | Джон Пол Джонс   | США             | 31 травня 1913    | Кембридж (Масс.), Harvard Stadium | Змагання IC4A 2. Норман Тебер 4:16 2/5; 3. П. С. Гармон 4:18 4/5; 4. Луіс Мадейра 4:20 1/5 |
| 4:12,6  | Норман Тебер     | США             | 16 липня 1915     | Кембридж (Масс.), Harvard Stadium | Перегони з гандикапом. |
| 4:10,4  | Пааво Нурмі      | Фінляндія       | 23 серпня 1923    | Стокгольм, Олімпійський стадіон   | Спроба встановити рекорд. Лише два учасники. 2. Едвін Вайд 4:13,1. |
| 4:09,2  | Жуль Ладумег     | Франція         | 4 жовтня 1931     | Париж, Stade Jean-Bouin           | Спроба встановити рекорд. З допомогою пейсмейкера Рене Мореля. |
| 4:07,6  | Джек Лавлок      | Нова Зеландія   | 15 липня 1933     | Принстон, Palmer Stadium          | Змагання між університетами «Принстон/Корнелл–Оксфорд/Кембридж». Лавлок представляв Оксфорд. 2. Вільям Бонтрон (Принстон) 4:08,7; 3. Джон Гейзен (Корнелл); 4. Форбс Горан (Кембридж) не фінішував. |
| 4:06,8  | Гленн Каннінгем  | США             | 16 червня 1934    | Принстон, Palmer Stadium          | Змагання Princeton Invitational. 2. Вільям Бонтрон 4:12,5; 3. Юджин Вензке 4:16,0 |
| 4:06,4  | Сідні Вудерсон   | Велика Британія | 28 серпня 1937    | Лондон, Мотспур Парк              | Змагання клубу «Blackheath Harriers». Пейсмейкером був Реджинальд Томас. |
| 4:06,2  | Гундер Хеґґ      | Швеція          | 1 липня 1942      | Гетеборг, Слоттскоґсваллен        | Міжнародні змагання. 2. Арне Андерссон 4:06,4; 3. Брор Хеллстрем 4:15,4; 4. Улле Петтерссон 4:17,6; 5. Руне Густафссон 4622,0; 6. Ґеста Якобссон 4:33,2. |
| 4:06,2  | Арне Андерссон   | Швеція          | 10 липня 1942     | Стокгольм, Олімпійський стадіон   | Національні змагання. 2. Бйорн Лофвенберг 4:16,2; 3. Улле Окерберг 4:17,0; 4. Інгве Андерссон 4:25,2; 5. Роланд Крістіанссон 4:25,4. |
| 4:04,6  | Гундер Хеґґ      | Швеція          | 4 вересня 1942    | Стокгольм, Олімпійський стадіон   | Міжнародні змагання. 2. Оке Спонгерт 4:14,4; 3. Рольф Зайденшнур (Німеччина) 4:15,8; 4. Кнут Клаессон 4:18,8; 5. Генрі Ерікссон 4:35,0. |
| 4:02,6  | Арне Андерссон   | Швеція          | 1 липня 1943      | Гетеборг, Слоттскоґсваллен        | Національні змагання. 2. Руне Густафссон 4:04,2; 3. Арне Ахлсен 4:06,6; 4. Інгвар Хаглунд 4:18,6; 5. Руне Перссон 4:19,4. |
| 4:01,6  | Арне Андерссон   | Швеція          | 18 липня 1944     | Мальме, Iddrotsplats              | Національні змагання. 2. Гундер Хеґґ 4:02,0; 3. Руне Густафссон 4:05,6; 4. Руне Перссон 4:06,8. |
| 4:01.4  | Гундер Хеґґ      | Швеція          | 17 липня 1945     | Мальме, Iddrotsplats              | Національні змагання. 2. Арне Андерссон 4:02,2; 3. 3. Руне Перссон 4:03,8; 4. Леннарт Странд 4:09,2. |
| 3:59,4  | Роджер Банністер | Велика Британія | 6 травня 1954     | Оксфорд, Іффлі Роуд               | Матч команд ААА і Оксфордського університету. 2. Кріс Четевей 4:07,2; 3. Вільям Галетт 4:16,0; 4. Алан Гордон; 5. Дж. Дойл; 6. Кріс Брешер. Брешер був пейсмейкером протягом першої половини дистанції, а на третьому колі Четевей. Ця подія широко відома як «перша чотирихвилинна миля».                                                                             |
| 3:58,0  | Джон Ленді       | Австралія       | 21 червня 1954    | Турку, Turun Urheilupuisto        | Міжнародні змагання. 2. Кріс Четевей 4:04,4; 3. Олаві Вуорісало 4:07,0; 4. Деніс Юханссон 4:07,6; 5. Ілмарі Тайпаре 4:10,6; 6. Ауріс Калліо. Калліо і Четевей були пейсмейкерами для Ленді. |
| 3:57,2  | Дерек Ібботсон   | Велика Британія | 19 липня 1957     | Лондон, Вайт Сіті                 | Змагання між командами Лондона і Нью-Йорка (участь за запрошенням). 2. Рональд Делейні (Ірландія) 3:58,8; 3. Стансілав Юнгвірт (ЧССР) 3:59,1; 4. Кеннет Вуд 3:59,3; 5. Стефан Левандовскі (Польща) 4:00,6; 6. Алан Гордон 4:03,4. |
| 3:54,5  | Герб Елліотт     | Австралія       | 6 серпня 1958     | Дублін, Мортон Стедіум            | Міжнародні змагання. 2. Мервін Лінкольн 3:55,9 (Австралія); 3. Рональд Делейні (Ірландія) 3:57,5; 4. Маррей Галберг (Нова Зеландія) 3:57,5; 5. Альберт Томас (Австралія) 3:58,6; 6. Ентоні Памфрі (Вел. Британія) 4:04,4. |
| 3:54,4  | Пітер Снелл      | Нова Зеландія   | 27 січня 1962     | Вонгануї, Cooks Gardens (трава)   | Міжнародні змагання. 2. Брюс Таллох (Вел. Британія) 3:59,3; 3. Альберт Томас (Австралія) 4:03,5; 4. Маррей Галберг 4:07,2. |
| 3:54,1  | Пітер Снелл      | Нова Зеландія   | 17 листопада 1964 | Окленд, Western Springs Stadium   | Міжнародні змагання. 2. Йозеф Одлозіл (ЧССР) 3:59,3; 3. Джон Девіс 3:56,8. Кім МакДелл і Білл Саткліфф були пейсмейкерами. |
| 3:53,6  | Мішель Жазі      | Франція         | 9 червня 1965     | Ренн, Stade de Courtemanche       | Міжнародні змагання. 2. Герард Вервоорт 3:59,9; 3. Мішель Бернар 4:00,9; 4. Клод Ніколя 4:03,2. |
| 3:51,3  | Джим Райан       | США             | 17 липня 1966     | Берклі, Едвардс Стедіум           | Національні змагання (участь за запрошенням). 2. Кері Вейсігер 3:58,0; 3. Річард Ромо 4:01,4; 4. Пет Трейнор 4:02,6. |
| 3:51,1  | Джим Райан       | США             | 23 червня 1967    | Бейкерсфілд, Меморіал Стедіум     | Змагання Аматорського атлетичного союзу. 2. Джим Грелл 3:56,1; 3. Дейв Вілбом 3:56,2; 4. Том вон Руден 3:56,9. |
| 3:51,0  | Філберт Байї     | Танзанія        | 17 травня 1975    | Кінгстон, Національний стадіон    | Міжнародні ігри свободи. 2. Мартін Лікуорі (США) 3:52,2; 3. Імонн Коглан (Ірландія) 3:53,3; 4. Річард Волгутер (США) 3:53,8. |
| 3:49,4  | Джон Вокер       | Нова Зеландія   | 12 серпня 1975    | Гетеборг, Слоттскоґсваллен        | Ігри Гетеборга. 2. Кен Голл (Австралія) 3:55,2; 3. Грем Крауч (Австралія) 3:56,4; 4. Гуннар Екман 4:01,5. |
| 3:49,0  | Себастьян Коу    | Велика Британія | 17 липня 1979     | Осло, Біслетт                     | «Золота миля ІААФ». 2. Стів Скотт (США) 3:51,2; 3. Крейг Месбек (США) 3:52,1; 4. Імонн Коглан (Ірландія) 3:52,5; 5. Джон Робсон (Вел. Британія) 3:52,8. До цього забігу особистий рекорд Коу на цій дистанції становив 3:57,8. Серед усіх випадків встановлення світового рекорду це була найбільша різниця (-8,7 секунди) з попереднім особистим рекордом спортсмена. |
| 3:48,8  | Стів Оветт       | Велика Британія | 1 липня 1980      | Осло, Біслетт                     | Біслеттські Ігри. 2. Стів Крем 3:53,8; 3. Грем Вільямсон (Велика Британія) 3:56,4; 4. Омер Халіфа (Судан) 4:01,5. |
| 3:48,53 | Себастьян Коу    | Велика Британія | 19 серпня 1981    | Цюрих, Летцигрунд                 | Велткласе Цюрих. 2. Майк Боіт (Кенія) 3:49,74; 3. Стів Крем 3:49,95; 4. Джон Вокер 3:50,12. |
| 3:48,40 | Стів Оветт       | Велика Британія | 26 серпня 1981    | Кобленц, Oberwerth                | Міжнародні змагання. 2. Крейг Масбак (США) 3:54,14; 3. Том Байєрс (США) 3:56,60; 4. Девід Маркрофт (Вел. Британія) 4:00,65. |
| 3:47,33 | Себастьян Коу    | Велика Британія | 28 серпня 1981    | Брюссель, Ейзель                  | Меморіал Ван Дамме 2. Майк Боіт (Кенія) 3:49,45; 3. Стів Скотт 3:51,48; 4. Сідні Мейрі (США) 3:51,81 |
| 3:46,32 | Стів Крем        | Велика Британія | 27 липня 1985     | Осло, Біслет                      | Біслеттські Ігри. 2. Хосе-Луїс Гонсалес (Іспанія) 3:47,79; 3. Себастьян Коу 3:49,22; 4. Стів Скотт 3:49,93. |
| 3:44,39 | Нуреддін Морселі | Алжир           | 5 вересня 1993    | Рієті, Stadio Raul Guidobaldi     | Rieti Meeting 2. Венусте Нійонгабо (Буркіна-Фасо) 3:55,86; 3. Ахмед Ібрагім (Катар) 3:57,58. |
| 3:43,13 | Гішам Ель-Герруж | Марокко         | 7 липня 1999      | Рим, Олімпійський стадіон         | Golden Gala. 2. Ноа Нгені (Кенія) 3.43,40; 3. Руі Сілва (Португалія) 3.50,91; 4. Андрес Діаз (Іспанія) 3.51,15. |

З 1981 року ІААФ запровадила автоматичну фіксацію часу до сотих часток секунди на змаганнях з бігу на дистанціях до 10000 метрів включно.

## Жінки

### До ІААФ
| Час    | Спортсменка       | Країна          | Дата             | Місце                         | Додаткова інформація |
| ------ | ----------------- | --------------- | ---------------- | ----------------------------- | --- |
| 6:13,2 | Елізабет Аткінсон | Велика Британія | 24 червня 1921   | Манчестер, Fallowfield Ground | Перший міжуніверситетський чемпіонат. |
| 5:27,5 | Рут Крістмас      | Велика Британія | 20 серпня 1932   | Лондон, Battersea park        | Змагання Лондоського АК. Перегони з гадикапом. Суперниці Крістмас мали гандикап в 350—400 ярдів. Її результат фіксувався окремо без врахування місця на фініші. |
| 5:24,0 | Гледіс Ланн       | Велика Британія | 1 червня 1936    | Брентвуд                      | Чемпіонат Жіночої ААА. 2. М. Броуд; 3. Олів Голл-Голт |
| 5:23,0 | Гледіс Ланн       | Велика Британія | 18 липня 1936    | Лондон, Вайт-Сіті             | Чемпіонат Жіночої ААА. 2. Неллі Галстед 5.23,8 (відрив 5 ярдів); 3. Гільда Райт; 4. Евелін Форстер                                                              |
| 5:20,8 | Гледіс Ланн       | Велика Британія | 8 травня 1937    | Дадлі                         | |
| 5:17,0 | Гледіс Ланн       | Велика Британія | 7 серпня 1937    | Лондон, Вайт-Сіті             | Чемпіонат Жіночої ААА. 2. Евелін Форстер (відрив 80 ярдів); 3. Доріс Роден (120 ярдів).                                                                         |
| 5:15,3 | Евелін Форстер    | Велика Британія | 22 липня 1939    | Лондон Вайт-Сіті              | Чемпіонат Жіночої ААА. 2. Доріс Роден 5.36,0; 3. Міріам Кларк 5.40,6                                                                                            |
| 5:11,0 | Енн Олівер        | Велика Британія | 14 червня 1952   | Лондон, Вайт-Сіті             | Чемпіонат Жіночої ААА. 2. Гейзел Нідем 5.12,6; 3. Айріс Вільямс 5.17,8.                                                                                         |
| 5:09,8 | Інід Гардінг      | Велика Британія | 4 червня 1953    | Лондон, Вайт-Сіті             | Чемпіонат Жіночої ААА. 2. Філліс Грін 5.14,8; 3. Дайліс Вільямс 5.17,3                                                                                          |
| 5:08,0 | Енн Олівер        | Велика Британія | 12 вересня 1953  | Консетт                       | |
| 5:02,6 | Даян Лізер        | Велика Британія | 30 вересня 1953  | Лондон, Вайт-Сіті             | Забіг з запрошеними учасниками в рамках матчу Англія–Нідерланди. 2. Інід Гадінг 5.10,6; 3. Гелен Вінсент 5.16,6.                                                |
| 5:00,3 | Едіт Трейбал      | Румунія         | 1 листопада 1953 | Тімішоара                     | |
| 5:00,2 | Даян Лізер        | Велика Британія | 26 травня 1954   | Бірмінгем, Perry Barr Stadium | Весняні змагання клубу Birchfield Harriers |
| 4:59,6 | Даян Лізер        | Велика Британія | 29 травня 1954   | Бірмінгем                     | Чемпіонат Мідленда |
| 4:50,8 | Даян Лізер        | Велика Британія | 24 травня 1955   | Лондон, Вайт-Сіті             | Cavalcade of Sports. |
| 4:45,0 | Даян Лізер        | Велика Британія | 21 вересня 1955  | Лондон, Вайт-Сіті             | Міжнародні змагання. 2. Енн Олівер 4.58,0; 3. Маделін Вудер-Ібботсон 4.58,4.                                                                                    |
| 4:41,4 | Меріс Чемберлен   | Нова Зеландія   | 8 грудня 1962    | Перт, Perry Lakes Stadium     | |
| 4:39,2 | Енн Сміт          | Велика Британія | 13 травня 1967   | Лондон, Уімблдон Парк         | Чемпіонат графства Суррей. 2. Пет Браун 4.59,3; 3. Джой Джордан 5.07,4.                                                                                         |

### Жіночі рекорди ери ІААФ
ІААФ почала офіційно реєструвати світові рекорди з бігу на 1 милю серед жінок у 1967 році.
| Час     | Спортсменка         | Країна          | Дата            | Місце                              | Додаткова інформація                                                                                       |
| ------- | ------------------- | --------------- | --------------- | ---------------------------------- | --- |
| 4:37,0  | Енн Сміт            | Велика Британія | 3 червня 1967   | Лондон, Polytechnic Stadium        | Southern Championship.                                                                                     |
| 4:36,8  | Марія Гоммерс       | Нідерланди      | 14 червня 1969  | Лестер, Saffron Lane sports centre | Міжнародні змагання. 2. Телвін Бейтман 4:49,1; 3. Марі Геррон 4:51,3                                       |
| 4:35,3  | Еллен Тіттель       | ФРН             | 20 серпня 1971  | Ситтард, Baandert Sports Park      | Міжнародні змагання. 2. Йок ван дер Стелт 4:38,1; 3. Берні Боксем 4:38,7.                                  |
| 4:29,5  | Паола Піньї-Каккі   | Італія          | 8 серпня 1973   | Віареджо, Del Pini stadium         | Міжнародні змагання. 2. Кріста Мертен (ФРН) 4:43,3; 3. Маргеріта Гаргано 4:49,3.                           |
| 4:23,8  | Наталія Марасеску   | Румунія         | 21 травня 1977  | Бухарест                           | |
| 4:22,1  | Наталія Марасеску   | Румунія         | 27 січня 1979   | Окленд                             | |
| 4:21,7  | Мері Декер          | США             | 26 січня 1980   | Окленд                             | |
| 4:20,89 | Людмила Вєсєлкова   | СРСР            | 12 вересня 1981 | Болонья                            | |
| 4:18,08 | Мері Декер-Тебб     | США             | 9 липня 1982    | Париж                              | |
| 4:17,44 | Марічіка Пуйке      | Румунія         | 9 вересня 1982  | Рієті                              | |
| 4:16.71 | Мері Декер          | США             | 21 серпня 1985  | Цюрих                              | |
| 4:15,61 | Паула Іван          | Румунія         | 10 липня 1989   | Ніцца                              | |
| 4:12,56 | Світлана Мастєркова | Росія           | 14 серпня 1996  | Цюрих                              | |
| 4:12,33 | Сіфан Гассан        | Нідерланди      | 12 липня 2019   | Монако                             | Етап Діамантової ліги. Meeting Herculis EBS. 2. Лаура Вайтман 4:17,60; 3. Ґабріела Дебюс-Стаффорд 4:17,87. |